# Heinrich Denifle

Heinrich Denifle

Friedrich Heinrich Suso Denifle OP (* 16. Januar 1844 in Imst (Tirol) als Josef Anton Denifle; † 10. Juni 1905 in München) war ein Kirchenhistoriker.

## Leben und Wirken
Denifle wurde als Sohn eines Innsbrucker Kreishauptschullehrers geboren und mit 12 Jahren Vollwaise. Er ging auf das Gymnasium in Brixen und trat 1861 in den Dominikanerorden ein. Er war Mitglied der Marianischen Studentenkongregation. Als Dominikanerbruder führte er den Ordensnamen Heinrich. Er studierte Theologie an der Lehranstalt der Dominikaner in Graz und wurde 1866 zum Priester geweiht. Er war in der Seelsorge in Kaschau tätig. Seine Studien beendete er 1869 am Collegium Sanctae Thomae in Urbe in Rom und in St. Maximin in Marseille, wo er die venia legendi bekam. Ab dem Jahr 1870 fungierte er als Lektor in Graz. 1876 wurde er in Graz Professor. Er lehrte von 1870 bis 1880, zuerst Philosophie und ab 1874 Theologie. 1877 wurde er zum Magister der Theologie promoviert. Seit 1883 war er Unterarchivar am Vatikanischen Archiv in Rom, nachdem er seit 1880 als Generaldefinitor Generalassistent des Dominikanerordens in Rom war.
Von seinem Geschichtswerk ist die Biographie zu Martin Luther und dem Luthertum mit am bedeutungsvollsten. In dieser lässt sich der Einfluss des Historikers Johannes Janssen erkennen. Ähnlich wie dieser zeichnet Denifle aufgrund der Quellen des Vatikanischen Geheimarchives von Luther und der Reformation ein sehr negatives Bild. In dieser Weise äußerte sich zeitweilig auch Hartmann Grisar.
Denifle wandte sich gegen die Heroisierung Luthers in der evangelischen Forschung und in der antikatholischen Propaganda der Los-von-Rom-Bewegung. Er stellte dagegen das Thema von Luthers Sexualität in den Mittelpunkt. Luthers Rechtfertigungslehre, vor allem das Verständnis der Konkupiszenz als Sünde, begriff Denifle als theologische Überhöhung davon, dass Luther seine Sexualität, seine Trink- und Esslust und seine unmäßige Sprache nicht beherrschen konnte. Neben diesem „Charaktermord“ konnte Denifle aber aufgrund seiner genauen Kenntnis der theologischen Tradition und der Werke Luthers auch Hinweise geben, die dazu geführt haben, dass Luther wieder stärker in seinem spätmittelalterlichen Kontext verortet werden konnte. Unter anderem konnte Denifle zeigen, dass Luthers Verständnis der Gerechtigkeit Gottes alles andere als originell war. Zugleich hat Denifle Luthers biographische Selbstkonstruktionen in Frage gestellt – ein Ansatz, der erst wieder in jüngster Zeit aufgenommen wurde.
Die Arbeiten Denifles erfuhren heftige Kritik, insbesondere durch die evangelischen Theologen Adolf von Harnack und Reinhold Seeberg. Denifles Schrift bewirkte aber auch wertvolle Korrekturen der Weimarer Lutherausgabe, in der zuvor oftmals die Abhängigkeit Luthers von der patristischen und mittelalterlichen Theologie übersehen worden war. Die Neue Deutsche Biographie (Band 3, S. 597) konstatiert dazu: „Denifles Lutherwerk erregte außerordentliches Aufsehen und heftigen Widerspruch. Im Laufe der Zeit waren jedoch die Vorzüge des Werks immer mehr anerkannt.“
Denifle markiert nach den Frühwerken von Ignaz von Döllinger und Janssen auch den Höhepunkt einer radikalen katholischen Geschichtsschreibung. Im Laufe des Ersten Weltkrieges nehmen die konfessionellen Spannungen zwar ab. Der Einfluss der eigenen konfessionellen Bindung blieb aber weiterhin spürbar.
Neben dieser Thematik befasste sich Denifle mit der Mystik sowie der Kultur- und Kirchengeschichte des Mittelalters. Sein Buch Die deutschen Mystiker des 14. Jahrhunderts von 1874 wurde erst 1951 aus dem Nachlass herausgegeben. Der Philosoph Alois Dempf urteilte über dieses Buch: „Es bezeugt das apologetische Temperament Denifles auf jeder Seite und zwar zugunsten der unschuldig des Pantheismus angeklagten Tauler und Seuse und [...] auch Meister Eckharts. [...] Es gibt keine bessere Rechtfertigung auch Eckharts als dieses Buch Denifles [...]“. Denifle verfasste auch ein Werk über die Entstehung der mittelalterlichen Universitäten. Gemeinsam mit Franz Ehrle hat er von 1885 bis 1900 die sieben Bände des Archiv für Literatur- und Kirchengeschichte des Mittelalters herausgegeben.
In Frankreich wurde Denifle vor allem durch seine Forschungen zur Universitätsgeschichte bekannt. Mit Émile Chatelain (1851–1933) gab er ab 1889 das Urkundenbuch der Pariser Universität Chartularium Universitatis Parisiensis heraus. 1897 wurde er korrespondierendes Mitglied der Académie des Inscriptions et Belles-Lettres. Im Dezember 2012 ehrte ihn die Académie mit einer internationalen Tagung zu seinem Werk. Denifle erhielt die Ehrendoktorwürde der Universitäten Münster, Innsbruck und Cambridge.
Denifles Nachlass befindet sich im Diözesanarchiv Graz.

## Schriften
- Die Entstehung der Universitäten des Mittelalters bis 1400. (1885), nur der erste Band erschienen.
- Specimina palaeographica Registrorum Pontificum ab Innocentio III. ad Urbanum V. (1888)
- Chartularium Universitatis Parisiensis (4 Bände, 1889–1897) und Auctarium Chartularii (2 Bde., 1894–1897)
- Die Verwüstung der Kirchen, Klöster und Spitäler in Frankreich im 15. Jahrhundert (französisch, 2 Bde., 1897/99)
- Luther und Luthertum in der ersten Entwickelung quellenmäßig dargestellt. Erster Band, erste Auflage (1904, tatsächlich schon im Herbst 1903 erschienen)
- Luther und Luthertum in der ersten Entwickelung quellenmäßig dargestellt. Erster Band, I. Abteilung, zweite, durchgearbeitete Auflage (1904)
- Luther und Luthertum in der ersten Entwickelung quellenmäßig dargestellt. Band 2, bearbeitet von Albert Maria Weiss (1909)
- Die katholische Kirche und das Ziel der Menschheit (2. Auflage, 1905)